# Szőrtüszőatka-félék

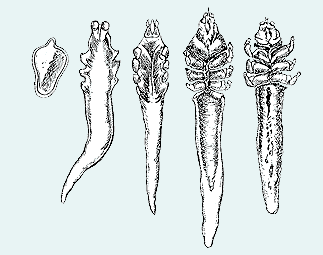
Fejlődési alakok

A szőrtüszőatkafélék (Demodecidae) a pókszabásúak (Arachnida) osztályában a bársonyatka-alakúak (Trombidiformes) rendjének egyik családja. A család egyetlen neme a szőrtüszőatka (Demodex).

## Megjelenésük, felépítésük
Kicsiny, szabad szemmel nem látható, csökevényes lábú, szemek és légzőnyílások nélküli atkák.

## Életmódjuk, élőhelyük
Emlősök (rovarevők, denevérek, főemlősök, rágcsálók, páratlanujjú patások és párosujjú patások) szőrtüszőiben élnek. Rendszerint testi érintkezéssel terjednek.

## Emberben élősködő fajaik
Az emberen két faj terjedt el, a Demodex folliculorum és a D. brevis. Testhosszuk mintegy 0,3-0,4 mm, leginkább az arcbőrben, és főként a szempillák és a szemöldök szőrtüszőiben élnek.

## További fajok és gazdafajok
- Demodex canis, kutya
- Demodex injai, kutya
- Demodex cati, macska
- Demodex phylloides, házi sertés, vaddisznó
- Demodex gatoi, macska
- Demodex tauri, szarvasmarha
- Demodex bovis, szarvasmarha
- Demodex caballi, ló
- Demodex equi, ló
- Demodex caprae, kecske
- Demodex ovis, juh
- Demodex criceti, aranyhörcsög
- Demodex flagellurus, házi egér
- Demodex arvicolae, házi egér
- Demodex caviae, tengerimalac

## Patogenitás
Vadon élő állatokban és külterjesen tartott háziállatokban előfordulásuk többnyire tünetmentes. Az intenzíven tenyésztett háziállatokban és az emberben a szintén jellemző tünetmentes előfordulás mellett olykor orvosilag is értékelhető tüneteket, betegséget okozhatnak.
Emberben a fiatal korcsoportoknak csak kis hányada fertőzött, de az idősek körében a fertőzöttek aránya meghaladja a 90%-ot. A szőrtüszőatkák testében él a Bacillus oleronius nevű baktérium, egyes vélemények szerint e baktérium jelentős szerepet játszik az arcbőr rosacea néven ismert elváltozásának kialakulásához.
Egyes török és kínai vizsgálatok kapcsolatot mutatnak a Demodex-fertőzés és a basalsejtes rák (basal cell carcinoma) előfordulása között. Nem világos, hogy ez vajon ok-okozati összefüggésre utal-e. Elképzelhető, hogy a legyengült immunrendszerű emberekben mindkettő nagyobb eséllyel fordul elő, és ezért gyakoribb az együttes előfordulásuk, mint az véletlen alapon várható volna.